# Шатрис
Шатрис (фр. Châtrices) насеље је и општина у североисточној Француској у региону Шампањ-Арден, у департману Марна која припада префектури Сент Манеу.
По подацима из 2011. године у општини је живело 33 становника, а густина насељености је износила 1,69 становника/km². Општина се простире на површини од 19,53 km². Налази се на средњој надморској висини од 148 метара.

## Демографија
| 1962. | 1968. | 1975. | 1982. | 1990. | 1999. | 2011. |
| ----- | ----- | ----- | ----- | ----- | ----- | ----- |
| 43    | 78    | 60    | 60    | 50    | 39    | 33    |

График промене броја становника у току последњих година